# Stegodyphus tingelin
Stegodyphus tingelin is een spinnensoort uit de familie van de fluweelspinnen (Eresidae).
De wetenschappelijke naam van de soort werd in 1989 gepubliceerd door Otto Kraus & M. Kraus.